# Eric Red
Eric Red (* 16. Februar 1961 in Pittsburgh, Pennsylvania) ist ein US-amerikanischer Filmregisseur, Drehbuchautor und Autor.

## Leben und Wirken
Sein Debüt als Drehbuchautor und Regisseur gab er 1981 mit dem Film Gunmen's Blues, einem Kurzfilm mit Matt Dillon in der Hauptrolle. Fünf Jahre später entstand mit Telephone ein weiterer Kurzfilm. 1986 verfasste Red für den Horrorfilm Hitcher, der Highway Killer das Drehbuch. 2007 war er auch an dem Remake The Hitcher als Autor beteiligt. 1988 drehte Red mit Hitman – In der Gewalt der Entführer seinen ersten Langfilm. Zwei Jahre später folgte der Horrorfilm Body Parts. Für diese Arbeit wurde er 1992 für den Saturn Award in der Kategorie Bester Regisseur nominiert. Als Drehbuchautor war er an zwei Projekten der Regisseurin Kathryn Bigelow beteiligt, außerdem verfasste er die Drehbücher zu seinen eigenen Filmen. 1996 inszenierte er mit Undertow sowie Bad Moon seine zwei weitere Filme als Regisseur. Erst 2008 folgte der Horrorfilm 100 Feet.
Neben seiner Drehbucharbeit veröffentlichte er mit Don’t Stand So Close und Containment zwei Romane.
Eric Red ist zum zweiten Mal verheiratet.

## Filmografie (Auswahl)
Regie und Drehbuch
- 1988: Hitman – In der Gewalt der Entführer (Cohen and Tate)
- 1991: Body Parts
- 1996: Bad Moon
- 2008: 100 Feet

Regie
- 2015: Night of the Wild – Die Nacht der Bestien (Night of the Wild, Fernsehfilm)

Drehbuch
- 1986: Hitcher, der Highway Killer (The Hitcher)
- 1987: Near Dark – Die Nacht hat ihren Preis (Near Dark)
- 1990: Blue Steel
- 1994: The Last Outlaw
- 2007: The Hitcher